# Quận Benton, Mississippi
Quận Benton là một quận thuộc tiểu bang Mississippi, Hoa Kỳ.
Quận này được đặt tên theo Thomas Hart Benton. Theo điều tra dân số của Cục điều tra dân số Hoa Kỳ năm 2000, quận có dân số người. Quận lỵ đóng ở Ashland6.

## Địa lý
Theo Cục điều tra dân số Hoa Kỳ, quận có diện tích 409 dặm vuông Anh (1.059,3 km2), trong đó có 2 dặm vuông Anh (5,2 km2) là diện tích mặt nước.

### Các xa lộ chính
- U.S. Highway 72
- U.S. Highway 78
- Mississippi Highway 2
- Mississippi Highway 4
- Mississippi Highway 5
- Mississippi Highway 7

### Quận giáp ranh
- Quận Hardeman, Tennessee (đông bắc)
- Quận Tippah (đông)
- Quận Union (nam)
- Quận Marshall (tây)
- Quận Fayette, Tennessee (tây bắc)